# Remo nos Jogos Pan-Americanos de 1999
As competições de remo nos Jogos Pan-Americanos de 1999 foram realizadas em Winnipeg, Canadá. Esta foi a décima terceira edição do esporte nos Jogos Pan-Americanos, tendo sido disputada entre homens e entre mulheres.

## Masculino
| Evento                             | Ouro                                               | Prata                                    | Bronze                                                      |
| ---------------------------------- | -------------------------------------------------- | ---------------------------------------- | ----------------------------------------------------------- |
| Skiff simples detalhes             | Derek Porter ( CAN )                               | Aquail Abdullah ( USA )                  | Yoennis Hernández ( CUB )                                   |
| Skiff simples peso leve detalhes   | William Belden ( USA )                             | Martín Hernández (CUB )                  | Javier Godoy ( CHI )                                        |
| Skiff duplo peso leve detalhes     | ARG Argentina Sebastián Rodrigo Massa Ulf Lienhard | CAN Canadá Andrew Bordon Kyle Warrington | CUB Cuba Armando Arrechavaleta Carrera Raúl León            |
| Skiff quádruplo peso leve detalhes | ARG Argentina                                      | CUB Cuba                                 | USA Estados Unidos                                          |
| Quatro sem peso leve detalhes      | USA Estados Unidos                                 | MEX México                               | CHI Chile                                                   |
| Dois sem detalhes                  | ARG Argentina Damian Ordás Walter Daniel Balunek   | BRA Brasil Alexandre Soares Gibran Cunha | CAN Canadá Phil Graham Kevin White                          |
| Quatro sem detalhes                | ARG Argentina                                      | USA Estados Unidos                       | CAN Canadá Phil Graham Kevin White Ken Kozel Andrew Hoskins |
| Oito sem detalhes                  | USA Estados Unidos                                 | ARG Argentina                            | CUB Cuba                                                    |

## Feminino
| Event                              | Ouro                                                 | Prata                                                   | Bronze                                         |
| ---------------------------------- | ---------------------------------------------------- | ------------------------------------------------------- | ---------------------------------------------- |
| Skiff simples detalhes             | Marnie McBean ( CAN )                                | Leslie Burns-Rawley ( USA )                             | Manuela González ( CUB )                       |
| Skiff duplo detalhes               | CAN Canadá Laryssa Biesenthal Jenn Browett           | USA Estados Unidos Olwen Huxley Karin Hughes            | MEX México Manuela González Maurenis Hernández |
| Skiff simples peso leve detalhes   | María Garisoain ( ARG )                              | Tracy Duncan ( CAN )                                    | Melissa Obidinski ( USA )                      |
| Skiff duplo peso leve detalhes     | ARG Argentina Patricia Conte Elina de Lourdes Urbano | USA Estados Unidos Melissa Obidinski Julie Ann McCleery | CAN Canadá Katrina Scott Nathalie Benzing      |
| Skiff quádruplo peso leve detalhes | ARG ArgentinaUlf Lienhard Sebastian Massa            | USA Estados Unidos                                      | CAN Canadá                                     |

## Ligação externa
- Jogos Pan-Americanos de 1999